# Aeroportul St. Paul Downtown
Aeroportul St. Paul Downtown (IATA: STP, ICAO: KSTP, FAA LID: STP) este un aeroport din Saint Paul, Comitatul Ramsey, Minnesota, Minnesota, Statele Unite ale Americii ce deservește zona Saint Paul. Aeroportul a fost tranzitat în 2019 de 230 de pasageri.
Situat la o altitudine de 215 m, aeroportul dispune de 3 piste.

## Infrastructură

### Piste
Aeroportul dispune de 3 piste: 
- pista 09/27 din asfalt, cu dimensiunile 3.642 picioare × 100 picioare
- pista 13/31 din asfalt, cu dimensiunile 4.004 picioare × 150 picioare
- pista 14/32 din asfalt, cu dimensiunile 6.491 picioare × 150 picioare